# Wereldkampioenschappen kortebaanzwemmen 2004
Amper zes weken na de Olympische Spelen in Athene trad Indianapolis op als gastheer van de zevende editie van de wereldkampioenschappen kortebaanzwemmen (25 meter). Het toernooi in de Amerikaanse stad had plaats van donderdag 7 oktober tot en met maandag 11 oktober 2004, en werd gehouden in het tijdelijke 25-meterbassin van het Conseco Fieldhouse, de thuisbasis van de NBA-basketballers van de Indiana Pacers.
Aan het post-olympische toernooi deden 502 zwemmers en zwemsters mee, afkomstig uit 94 landen. Het evenement leverde vier wereldrecords op en een toeschouwersrecord (71.659 belangstellenden). Het markeerde bovendien, na zeventien jaar, het einde van de carrière van de Amerikaanse sprintster Jenny Thompson. Met zes gouden medailles groeide de Australische Brooke Hanson uit tot de ster van het eerste in Amerika gehouden kortebaantoernooi. Namens Nederland deden vier zwemmers mee: Chantal Groot, Hinkelien Schreuder, Bastiaan Tamminga en Marleen Veldhuis.

## Medailles
Legenda
- WR = Wereldrecord
- CR = Kampioenschapsrecord

### Mannen
| Onderdeel            | Goud                                                                   | Goud       | Zilver                                                                      | Zilver   | Brons                                                                     | Brons    |
| -------------------- | ---------------------------------------------------------------------- | ---------- | --------------------------------------------------------------------------- | -------- | ------------------------------------------------------------------------- | -------- |
| Vrije slag           |                                                                        |            |                                                                             |          |                                                                           |          |
| 50 m                 | Mark Foster Verenigd Koninkrijk                                        | 21,58      | Stefan Nystrand Zweden                                                      | 21,66    | Nicholas Brunelli Verenigde Staten Nicholas Santos Brazilië               | 21,71    |
| 100 m                | Jason Lezak Verenigde Staten                                           | 47,97      | Salim Iles Algerije                                                         | 48,07    | Rick Say Canada                                                           | 48,30    |
| 200 m                | Michael Phelps Verenigde Staten                                        | 1.43,59    | Rick Say Canada                                                             | 1.44,39  | Ryan Lochte Verenigde Staten                                              | 1.44,97  |
| 400 m                | Joeri Priloekov Rusland                                                | 3.40,79    | Chad Carvin Verenigde Staten                                                | 3.43,77  | Justin Mortimer Verenigde Staten                                          | 3.44,70  |
| 1500 m               | Joeri Priloekov Rusland                                                | 14.39,16   | Simone Ercoli Italië                                                        | 14.53,89 | Dragoș Coman Roemenië                                                     | 14.56,74 |
| Rugslag              |                                                                        |            |                                                                             |          |                                                                           |          |
| 50 m                 | Thomas Rupprath Duitsland                                              | 23,51      | Matt Welsh Australië                                                        | 23,60    | Peter Marshall Verenigde Staten                                           | 23,93    |
| 100 m                | Aaron Peirsol Verenigde Staten                                         | 50,72      | Matt Welsh Australië                                                        | 51,04    | Thomas Rupprath Duitsland                                                 | 51,20    |
| 200 m                | Aaron Peirsol Verenigde Staten                                         | 1.50,52 WR | Matt Welsh Australië                                                        | 1.52,54  | Arkadi Vjatsjanin Rusland                                                 | 1.54,20  |
| Schoolslag           |                                                                        |            |                                                                             |          |                                                                           |          |
| 50 m                 | Brendan Hansen Verenigde Staten                                        | 26,86      | Brenton Rickard Australië                                                   | 27,09    | Stefan Nystrand Zweden                                                    | 27,28    |
| 100 m                | Brendan Hansen Verenigde Staten                                        | 58,45      | Brenton Rickard Australië                                                   | 58,64    | Vladislav Poljakov Kazachstan                                             | 59,07    |
| 200 m                | Brendan Hansen Verenigde Staten                                        | 2.04,98 CR | Brenton Rickard Australië                                                   | 2.08,34  | Vladislav Poljakov Kazachstan                                             | 2.08,36  |
| Vlinderslag          |                                                                        |            |                                                                             |          |                                                                           |          |
| 50 m                 | Ian Crocker Verenigde Staten                                           | 22,71 WR   | Mark Foster Verenigd Koninkrijk                                             | 23,22    | Duje Draganja Kroatië                                                     | 23,26    |
| 100 m                | Ian Crocker Verenigde Staten                                           | 50,18 CR   | James Hickman Verenigd Koninkrijk                                           | 51,13    | Peter Mankoč Slovenië                                                     | 51,66    |
| 200 m                | James Hickman Verenigd Koninkrijk                                      | 1.53,41    | Ioan Gherghel Roemenië                                                      | 1.54,06  | Wu Peng China                                                             | 1.54,51  |
| Wisselslag           |                                                                        |            |                                                                             |          |                                                                           |          |
| 100 m                | Peter Mankoč Slovenië                                                  | 52,66 CR   | Thomas Rupprath Duitsland                                                   | 53,35    | Thiago Pereira Brazilië                                                   | 53,75    |
| 200 m                | Thiago Pereira Brazilië                                                | 1.55,78    | Ryan Lochte Verenigde Staten                                                | 1.55,86  | Oussama Mellouli Tunesië                                                  | 1.56,23  |
| 400 m                | Oussama Mellouli Tunesië                                               | 4.07,02    | Robin Francis Verenigd Koninkrijk                                           | 4.08,06  | Eric Shanteau Verenigde Staten                                            | 4.08,94  |
| Vrije slag estafette |                                                                        |            |                                                                             |          |                                                                           |          |
| 4×100 m              | Verenigde Staten Nicholas Brunelli Neil Walker Nate Dusing Jason Lezak | 3.09,96    | Brazilië César Cielo Filho Thiago Pereira Christiano Santos Nicholas Santos | 3.12,73  | Canada Mike Mintenko Mattew Rose Adam Sioui Rick Say                      | 3.13,62  |
| 4×200 m              | Verenigde Staten Ryan Lochte Chad Carvin Dan Ketchum Justin Mortimer   | 7.03,71    | Australië Nicholas Sprenger Andrew Mewing Brendan Huges Joshua Krogh        | 7.03,78  | Brazilië Rodrigo Castro Thiago Pereira Rafael Mosca Lucas Salatta         | 7.06,64  |
| Wisselslagestafette  |                                                                        |            |                                                                             |          |                                                                           |          |
| 4×100 m              | Verenigde Staten Aaron Peirsol Brendan Hansen Ian Crocker Jason Lezak  | 3.25,09 WR | Australië Matt Welsh Brenton Rickard Andrew Richards Andrew Mewing          | 3.29,72  | Rusland Arkadi Vjatsjanin Andrej Ivanov Nikolaj Skvortsov Andrej Kapralov | 3.32,11  |

### Vrouwen
| Onderdeel            | Goud                                                                        | Goud       | Zilver                                                                          | Zilver  | Brons                                                                 | Brons   |
| -------------------- | --------------------------------------------------------------------------- | ---------- | ------------------------------------------------------------------------------- | ------- | --------------------------------------------------------------------- | ------- |
| Vrije slag           |                                                                             |            |                                                                                 |         |                                                                       |         |
| 50 m                 | Marleen Veldhuis Nederland                                                  | 24,41      | Libby Lenton Australië                                                          | 24,54   | Therese Alshammar Zweden                                              | 24,63   |
| 100 m                | Libby Lenton Australië                                                      | 52,67      | Josefin Lillhage Zweden                                                         | 53,56   | Marleen Veldhuis Nederland                                            | 53,88   |
| 200 m                | Josefin Lillhage Zweden                                                     | 1.56,35    | Lindsay Benko Verenigde Staten                                                  | 1.56,48 | Dana Vollmer Verenigde Staten                                         | 1.58,05 |
| 400 m                | Kaitlin Sandeno Verenigde Staten                                            | 4.02,01    | Sara McLarty Verenigde Staten                                                   | 4.04,49 | Sachiko Yamada Japan                                                  | 4.04,64 |
| 800 m                | Sachiko Yamada Japan                                                        | 8.18,21    | Kate Ziegler Verenigde Staten                                                   | 8.20,55 | Melissa Gorman Australië                                              | 8.25,38 |
| Rugslag              |                                                                             |            |                                                                                 |         |                                                                       |         |
| 50 m                 | Haley Cope Verenigde Staten                                                 | 27,49      | Gao Chang China                                                                 | 27,55   | Sophie Edington Australië                                             | 28,17   |
| 100 m                | Haley Cope Verenigde Staten                                                 | 59,03      | Gao Chang China                                                                 | 59,61   | Sophie Edington Australië                                             | 59,64   |
| 200 m                | Margaret Hoelzer Verenigde Staten                                           | 2.05,04    | Tayliah Zimmer Australië                                                        | 2.08,05 | Melissa Ingram Nieuw-Zeeland                                          | 2.08,54 |
| Schoolslag           |                                                                             |            |                                                                                 |         |                                                                       |         |
| 50 m                 | Brooke Hanson Australië                                                     | 30,20      | Jade Edmistone Australië                                                        | 30,21   | Tara Kirk Verenigde Staten                                            | 30,61   |
| 100 m                | Brooke Hanson Australië                                                     | 1.05,36 CR | Jade Edmistone Australië                                                        | 1.05,97 | Tara Kirk Verenigde Staten                                            | 1.06,33 |
| 200 m                | Brooke Hanson Australië                                                     | 2.21,68    | Amanda Beard Verenigde Staten                                                   | 2.22,53 | Sarah Katsoulis Australië                                             | 2.22,97 |
| Vlinderslag          |                                                                             |            |                                                                                 |         |                                                                       |         |
| 50 m                 | Jenny Thompson Verenigde Staten                                             | 25,89      | Anna-Karin Kammerling Zweden                                                    | 26,02   | Libby Lenton Australië                                                | 26,53   |
| 100 m                | Martina Moravcová Slowakije                                                 | 57,38      | Rachel Komisarz Verenigde Staten                                                | 57,86   | Jenny Thompson Verenigde Staten                                       | 58,13   |
| 200 m                | Kaitlin Sandeno Verenigde Staten                                            | 2.06,95    | Mary DeScenza Verenigde Staten                                                  | 2.07,79 | Audrey Lacroix Canada                                                 | 2.08,35 |
| Wisselslag           |                                                                             |            |                                                                                 |         |                                                                       |         |
| 100 m                | Brooke Hanson Australië                                                     | 1.00,01    | Shayne Reese Australië                                                          | 1.00,92 | Martina Moravcová Slowakije                                           | 1.00,95 |
| 200 m                | Brooke Hanson Australië                                                     | 2.09,81    | Lara Carroll Australië                                                          | 2.10,58 | Katie Hoff Verenigde Staten                                           | 2.10,61 |
| 400 m                | Kaitlin Sandeno Verenigde Staten                                            | 4.30,12    | Katie Hoff Verenigde Staten                                                     | 4.33,09 | Lara Carroll Australië                                                | 4.35,46 |
| Vrije slag estafette |                                                                             |            |                                                                                 |         |                                                                       |         |
| 4×100 m              | Verenigde Staten Amanda Weir Kara Lynn Joyce Lindsay Benko Jenny Thompson   | 3.35,07    | Zweden Josefin Lillhage Anna-Karin Kammerling Johanna Sjöberg Therese Alshammar | 3.35,83 | Australië Libby Lenton Louise Tomlinson Danni Miatke Shayne Reese     | 3.36,18 |
| 4×200 m              | Verenigde Staten Dana Vollmer Rachel Komisarz Lindsay Benko Kaitlin Sandeno | 7.47.72    | Australië Libby Lenton Danni Miatke Louise Tomlinson Shayne Reese               | 7.51,39 | Zweden Ida Mattsson Johanna Sjöberg Josefin Lillhage Petra Granlund   | 7.54,39 |
| Wisselslagestafette  |                                                                             |            |                                                                                 |         |                                                                       |         |
| 4×100 m              | Australië Sophie Edington Brooke Hanson Jessicah Schipper Libby Lenton      | 3.54,95 WR | Verenigde Staten Haley Cope Tara Kirk Jenny Thompson Kara Lynn Joyce            | 3.55,68 | Zweden Therese Svendsen Sara Larsson Johanna Sjöberg Josefin Lillhage | 4.01,76 |

## Medailleklassement
| Plaats | Land                | Goud | Zilver | Brons | Totaal |
| 1      | Verenigde Staten    | 21   | 10     | 10    | 41     |
| 2      | Australië           | 7    | 15     | 7     | 29     |
| 3      | Verenigd Koninkrijk | 2    | 3      | 0     | 5      |
| 4      | Rusland             | 2    | 0      | 0     | 2      |
| 5      | Zweden              | 1    | 4      | 4     | 9      |
| 6      | Brazilië            | 1    | 1      | 3     | 5      |
| 7      | Duitsland           | 1    | 1      | 1     | 3      |
| 8      | Japan               | 1    | 0      | 1     | 2      |
| 8      | Nederland           | 1    | 0      | 1     | 2      |
| 8      | Slovenië            | 1    | 0      | 1     | 2      |
| 8      | Slowakije           | 1    | 0      | 1     | 2      |
| 8      | Tunesië             | 1    | 0      | 1     | 2      |
| 13     | China               | 0    | 2      | 1     | 3      |
| 14     | Canada              | 0    | 1      | 3     | 4      |
| 15     | Roemenië            | 0    | 1      | 1     | 2      |
| 16     | Algerije            | 0    | 1      | 0     | 1      |
| 16     | Italië              | 0    | 1      | 0     | 1      |
| 18     | Kazachstan          | 0    | 0      | 2     | 2      |
| 19     | Kroatië             | 0    | 0      | 1     | 1      |
| 19     | Nieuw-Zeeland       | 0    | 0      | 1     | 1      |
| Totaal | Totaal              | 40   | 40     | 41    | 121    |